# Pellegrino da San Daniele
Pour les articles homonymes, voir Martino.
Ne doit pas être confondu avec San Danielo da Pellegrino.
Pellegrino da San Daniele dit Martino di Battista ou Martino da Udine (San Daniele del Friuli, 1467 - Udine, 17 décembre 1547) est un peintre italien de la haute Renaissance. 

## Biographie
Pellegrino da San Daniele est un peintre actif dans la région du Frioul.
À Udine, il fréquente l'école d'Antonio da Firenze, puis l'atelier de Domenico da Tolmezzo. En 1495, il se porte candidat au poste de gardien d'une des portes d'Udine, promettant de peindre des fresques des lions de saint Marc sur la porte elle-même. Le poste lui est refusé.
Dès ses débuts, il est accueilli par les familles nobles frioulanes, qui lui commandent plusieurs tableaux. Il se révèle connaître les innovations techniques et picturales qui s'imposent hors du Frioul ; il semble attiré  en particulier par les grands peintres vénitiens de l'époque, d'abord Andrea Mantegna et Giovanni Bellini, puis il suit les tendances picturales de Cima da Conegliano, Bartolomeo Cincani et les peintres de Ferrare.
Il est présent à plusieurs reprises à Ferrare à la cour d'Este entre 1500 et 1513, entrant au service d' Hercule Ier d'Este ; il ne reste aucune trace des travaux qui y a effectué. On sait cependant qu'il est également actif en tant que scénographe et qu'en 1508 il prépare les décors de La Cassaria de L'Arioste et la même année les scènes du carnaval de Ferrare, considéré comme l'un des premiers exemples de scénographie en perspective.
De retour dans le Frioul, les nouvelles connaissances acquises à la cour d'Este ainsi que les inventions de la Renaissance qu'il a apprises ont fait mûrir Pellegrino, qui peut les traduire dans des œuvres de grande envergure telles que l'Annonciation des cordonniers et les portes de l'orgue de la cathédrale d'Udine. Il doit principalement sa renommée au grand cycle de fresques de l'église Sant'Antonio Abate de San Daniele del Friuli. 
Parmi ses élèves figurent Sebastiano Florigerio, Luca Monverde, les frères Francesco et Antonio Floriani et surtout Le Pordenone qui l'a lui-même influencé.

## Œuvres
| Image | Titre | Date        | Dimensions en cm | Technique          | Support | Pays    | ville                  | Lieu de conservation                            |
| ----- | --- | ----------- | ---------------- | ------------------ | ------- | ------- | ---------------------- | ----------------------------------------------- |
|       | Vierge avec l’Enfant sur le trône parmi les saints Pierre, Colombe, Jean-Baptiste, Ermacora, Madeleine, Jacques, Étienne, Sébastien et cinq anges musiciens | 1495        | ??               | huile              | toile   | Italie  | Osoppo                 | Église paroissiale                              |
|       | Saint Marc entre la Justice et la Prudence | ??          | ??               | huile              | toile   | Italie  | Venise                 | Ca' Rezzonico Pinacothèque Egidio-Martini       |
|       | Polyptyque avec saint Jean-Baptiste, saint Benoît et saint Jean l’Évangéliste                                                                               | ??          | ??               | ??                 | ??      | Italie  | Cividale del Friuli    | musée archéologique national (                  |
|       | Annonciation des cordonniers | 1519        | 190 x 347 cm     | huile              | toile   | Itali   | Udine                  | Musées civiques et galeries d'histoire et d'art |
|       | Les Docteurs de l’Église Grégoire et Jérôme | 1519 - 1521 | ??               | huile              | toile   | Italie  | Udine                  | Musées civiques et galeries d'histoire et d'art |
|       | Les Docteurs de l’Église Augustin et Ambroise | 1519 - 1521 | ??               | huile              | toile   | Italie  | Udine                  | Musées civiques et galeries d'histoire et d'art |
|       | Saint Pierre remet la pastorale au saint Ermacora | 1519-1521   | ??               | huile              | toile   | Italie  | Udine                  | Musées civiques et galeries d'histoire et d'art |
|       | Gloire de saint Joseph | ??          | ??               | ??                 | ??      | Italie  | Udine                  | Cathédrale d'Udine                              |
|       | Fresques | ??          | ??               | Fresques           |         | Italie  | San Daniele del Friuli | Église Sant'Antonio Abate                       |
|       | Saint Jean Baptiste, | 1502-1503   | ??               | huile              | ??      | Hongrie | Budapest               | Musée des Beaux-Arts de Budapest                |
|       | Saint Pierre | 1502-1503   | ??               | huile              | ??      | Hongrie | Budapest               | Musée des Beaux-Arts de Budapest                |
|       | Polyptyque représentant les saints Ermacora et Fortunato, Pierre et Paul, Georges et Jérôme                                                                 | 1503        | ??               | ??                 | ??      | Italie  | Aquilée                | Basilique Santa Maria Assunta                   |
|       | Fragment de fresque avec la Vierge et l’Enfant | ??          | ??               | Fresque            | ??      | Italie  | San Daniele del Friuli | Église de la Madonna di Strada                  |
|       | Vierge à l’Enfant sur le trône entre les saints Roch et Sébastien                                                                                           | ??          | ??               | ??                 | ??      | Italie  | Udine                  | Palais patriarcal                               |
|       | Vierge à l’Enfant sur le trône entre saint Joseph et sainte Élisabeth                                                                                       | ??          | ??               | ??                 | ??      | Italie  | Gemona del Friuli      | Museo Civico di Palazzo Elti                    |
|       | Présentation de Jésus au temple | ??          | ??               | toile              | ??      | Italie  | Spilimbergo            | Duomo de Spilimbergo                            |
|       | Géométrie | ??          | 65 x 18 cm       | toile              | ??      | Italie  | Trévise                | Musée civique Luigi Bailo                       |
|       | Baptême du Christ | 1525 - 1549 | ??               | peinture a tempera | toile   | Italie  | Udine                  | Musées civiques et galeries d'histoire et d'art |
|       | Figure allégorique | ??          | 65 x 18,5 cm     | toile              | ??      | Italie  | Trévise                | Musée civique Luigi Bailo                       |
|       | Vierge à l’Enfant et Saints | ??          | 70 x 104 cm      | toile              | ??      | Italie  | Milan                  | Collection privée                               |